# Calf of Eday
Pour les articles homonymes, voir Calf.
Calf of Eday, en vieux norrois Kalfr, est une île inhabitée du Royaume-Uni située en Écosse, dans les Orcades.